# Maryna Aleksiiva
Maryna Antonivna Aleksiiva (em ucraniano:  Марина Антонівна Алексіїва; Kharkiv, 29 de maio de 2001) é uma nadadora sincronizada ucraniana, medalhista olímpica na natação artística.

## Carreira
Aleksiiva conquistou a medalha de bronze nos Jogos Olímpicos de Verão de 2020 em Tóquio na disputa por equipes, ao lado de Vladyslava Aleksiiva, Marta Fiedina, Kateryna Reznik, Anastasiya Savchuk, Alina Shynkarenko, Kseniya Sydorenko e Yelyzaveta Yakhno, com a marca de 190.3018 pontos.